# سروش احمدی
سروش احمدی (زادهٔ 27 شهریور1375 در جویبار)، ورزشکار رشته تکواندو اهل مازندران ایران است.
وی در مسابقات کشوری و بین‌المللی در مجموع برندهٔ ۲ مدال طلا، ۲ مدال نقره و ۱ مدال برنز شده‌است.

## نتایج (به تفکیک مسابقات)

### جایزه بزرگ جهانی تکواندو

#### جایزه بزرگ جهانی تکواندو ۲۰۱۹
مرحله ۲ در ژاپن؛ در دور نخست برابر کنستانتینوس کامالیدیس، نایب قهرمان ۲۰۱۶ اروپا از یونان رفت و در پایان با نتیجه ۵ بر ۲ به برتری رسید و راهی دور بعد شد. وی در دومین مبارزه و در یک هشتم نهایی باید به مصاف احمد ابوغوش، قهرمان بازی‌های المپیک تابستانی ۲۰۱۶ ریو و دارنده مدال‌های نقره و برنز جهان از اردن می‌رفت که به علت غیبت حریف، پیروز شد و به یک چهارم نهایی رسید.در این مرحله با نتیجه ۱۰-۲ مغلوب میرهاشم حسینی به دیگر نماینده ایران شد و از دور مسابقات کنار رفت.
مدال برنز مرحله ۳ در بلغارستان؛ سروش احمدی ابتدا در دور نخست با نتیجه ۲۰ بر ۱۸ از سد دیلان چلاموتو از فرانسه گذشت و در ادامه مقابل جواد آچاپ از بلژیک در دیداری حساس و نزدیک ۹ بر ۸ پیروز شد.احمدی در مرحله یک‌چهارم نهایی به مصاف عبدالرحمان وائل از مصر رفت و به برتری ۹ بر ۸ رسید. او در دیدار نیمه‌نهایی نیز به مصاف دای هون لی از کره‌جنوبی رفت و با نتیجه ۴۴ بر ۱۵ مغلوب شد و به مدال برنز رسید.